# 인천만석초등학교
인천만석초등학교는 대한민국 인천광역시 동구에 있는 공립 초등학교이다.

## 학교 연혁
- 1959. 03. 01 인천만석국민학교 설립인가
- 1959. 04. 01 초대 교장 이환구 교장 부임
- 1996. 03. 01 인천만석초등학교로 명칭 변경
- 2000. 09. 03 학교 증개축 공사 완공
- 2001. 03. 01 인천시교육청 지정 에너지 절약 시범학교 운영
- 2008. 11. 05 교육부 지정 장애아 교육 정책 연구학교 운영보고회
- 2009. 03. 02 머무름이 있는 생태 플레트홈 아름다운 교문 준공
- 2010. 08. 25 운동자 배수로 및 통행로 공사와 본관 후면 주차장 아스팔트 공사 완공
- 2011. 03. 01 인천광역시교육청 지정 저작권교육정책연구학교 지정
- 2012. 11. 01 인천광역시교육청 지정 저작권교육정책연구학교 운영 최종 보고회
- 2012. 12. 14 인천광역시교육청 학업성취목표관리 우수학교 선정
- 2013. 02. 15 제49회 졸업식 (졸업생 남 69명, 여 46명 계 115명 졸업)
- 2014. 03. 01 25학급 편성 (특수 2학급 포함)
- 2014. 03. 01 제17대 김윤식 교장 취임

## 참고 자료
- 인천만석초등학교 - 한국교육학술정보원 학교알리미